# 水南街道 (松阳县)
水南街道是中华人民共和国浙江省丽水市松阳县下辖的一个街道办事处。
2011年，浙江省人民政府批复同意撤销西屏镇、望松乡建制，其行政区划连同叶村乡黄公渡村、寺岭下村改由松阳县政府直辖。
2011年12月，丽水市人民政府批复同意在松阳县政府直辖区域设立西屏、水南和望松3个街道办事处。水南街道辖独山、云峰2个社区和竹溪、新溪、市口、潘村、岩西、桥头、清路、郑弄口、南山、横山、踏埠头、程徐、水南、青龙、岩下、塘寮、东岗寮、安乐山、瓦窑头、寺岭下20个村。

## 行政区划
水南街道下辖以下村级行政区划单位：
独山社区、云峰社区、竹溪村、新溪村、市口村、潘村、岩西村、桥头村、清路村、郑弄口村、南山村、横山村、踏步头村、程徐村、水南村、青龙村、岩下村、塘寮村、东岗寮村、安乐山村、瓦窑头村和寺岭下村。